# Compans
Pour les articles homonymes, voir Compans (homonymie).
Compans est une commune française située dans le département de Seine-et-Marne en région Île-de-France.

## Géographie

### Localisation
La commune s'étend à la frontière orientale du pays de France, à deux pas de la grande zone industrielle Mitry-Compans, à environ 8,4 kilomètres au nord de Claye-Souilly.

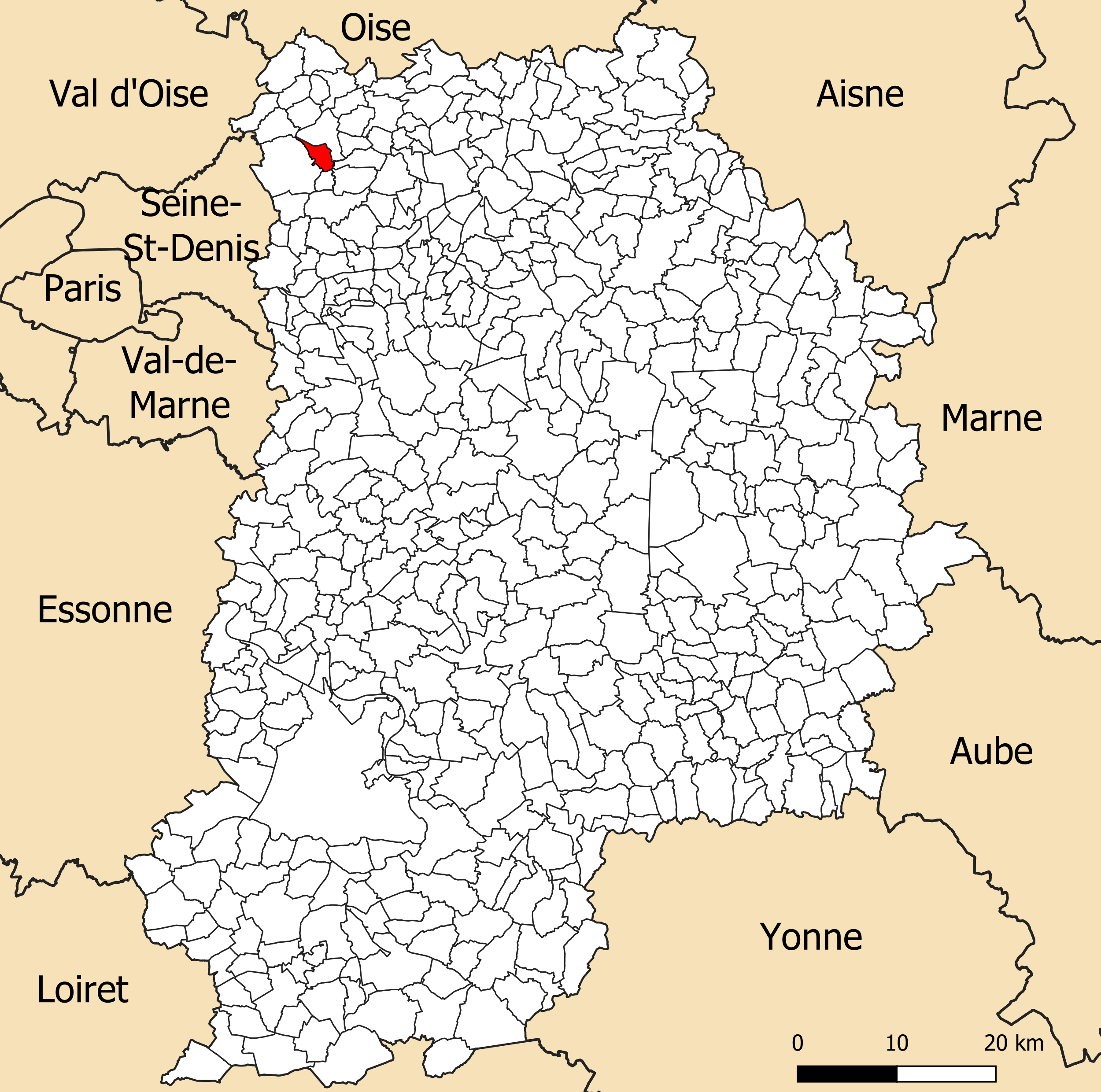
Localisation de la commune de Compans dans le département de Seine-et-Marne.

### Communes limitrophes
| Le Mesnil-Amelot | Thieux  |              |
|                  | Compans | Saint-Mesmes |
| Mitry-Mory       | Gressy  | Messy        |

### Lieux-dits, écarts et quartiers
La commune compte 64 voies dont  29 lieux-dits administratifs répertoriés.

### Hydrographie
Le réseau hydrographique de la commune se compose de quatre cours d'eau référencés :
- la rivière Beuvronne, longue de 23,9 km[2], affluent en rive droite de la Marne, ainsi que :
  - un bras de 0,7 km[3] ;
- la rivière Biberonne, longue de 12,2 km[4], affluent de la Beuvronne ;
  - le fossé 01 des Noues de Compans, 1,3 km[5], qui conflue avec la Biberonne.

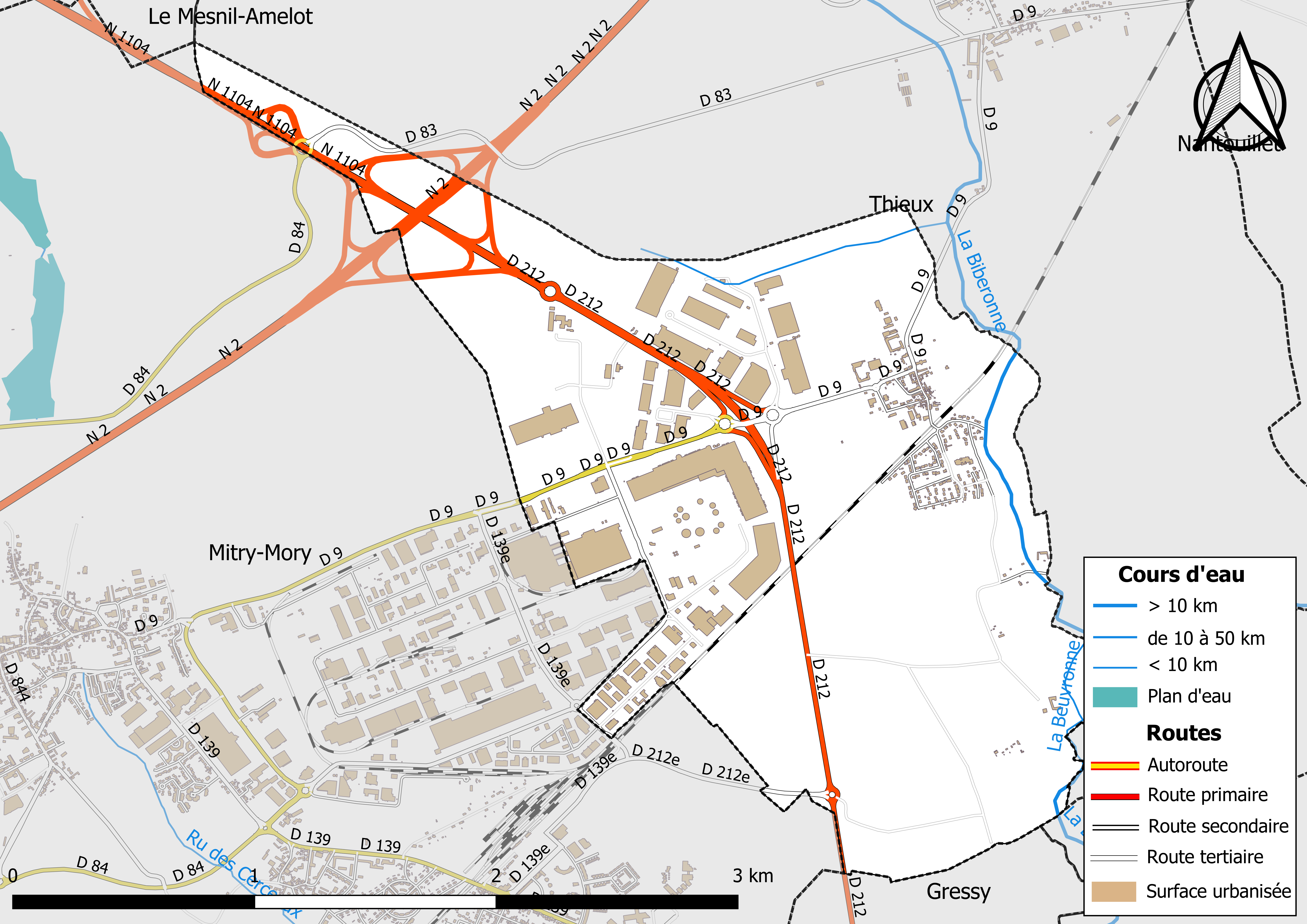
Carte des réseaux hydrographique et routier de Compans.

La longueur totale des cours d'eau sur la commune est de 2,94 km.

### Géologie et relief
La commune est classée en zone de sismicité 1, correspondant à une sismicité très faible.

### Climat
Pour des articles plus généraux, voir Climat de l'Île-de-France et Climat de Seine-et-Marne.
En 2010, le climat de la commune est de type climat océanique dégradé des plaines du Centre et du Nord, selon une étude du CNRS s'appuyant sur une série de données couvrant la période 1971-2000. En 2020, Météo-France publie une typologie des climats de la France métropolitaine dans laquelle la commune est exposée à un climat océanique altéré et est dans la région climatique Sud-ouest du bassin Parisien, caractérisée par une faible pluviométrie, notamment au printemps (120 à 150 mm) et un hiver froid (3,5 °C).
Pour la période 1971-2000, la température annuelle moyenne est de 11 °C, avec une amplitude thermique annuelle de 15 °C. Le cumul annuel moyen de précipitations est de 715 mm, avec 10,6 jours de précipitations en janvier et 8,1 jours en juillet. Pour la période 1991-2020, la température moyenne annuelle observée sur la station météorologique la plus proche, située sur la commune du Plessis-Belleville à 13 km à vol d'oiseau, est de 11,4 °C et le cumul annuel moyen de précipitations est de 661,7 mm,. Pour l'avenir, les paramètres climatiques de la commune estimés pour 2050 selon différents scénarios d'émission de gaz à effet de serre sont consultables sur un site dédié publié par Météo-France en novembre 2022.

### Milieux naturels et biodiversité
Aucun espace naturel présentant un intérêt patrimonial n'est recensé sur la commune dans l'inventaire national du patrimoine naturel,,.

## Urbanisme

### Typologie
Au 1er janvier 2024, Compans est catégorisée commune rurale à habitat dispersé, selon la nouvelle grille communale de densité à sept niveaux définie par l'Insee en 2022.
Elle est située hors unité urbaine. Par ailleurs la commune fait partie de l'aire d'attraction de Paris, dont elle est une commune de la couronne,. Cette aire regroupe 1 929 communes,.

### Occupation des sols
L'occupation des sols de la commune, telle qu'elle ressort de la base de données européenne d’occupation biophysique des sols Corine Land Cover (CLC), est marquée par l'importance des territoires agricoles (56,4 % en 2018), en diminution par rapport à 1990 (77,2 %). La répartition détaillée en 2018 est la suivante : 
terres arables (52% ), zones industrielles ou commerciales et réseaux de communication (32,9% ), forêts (5,5% ), zones urbanisées (5,2% ), zones agricoles hétérogènes (4,4 %).
Parallèlement, L'Institut Paris Région, agence d'urbanisme de la région Île-de-France, a mis en place un inventaire numérique de l'occupation du sol de l'Île-de-France, dénommé le MOS (Mode d'occupation du sol), actualisé régulièrement depuis sa première édition en 1982. Réalisé à partir de photos aériennes, le Mos distingue les espaces naturels, agricoles et forestiers mais aussi les espaces urbains (habitat, infrastructures, équipements, activités économiques, etc.) selon une classification pouvant aller jusqu'à 81 postes, différente de celle de Corine Land Cover,,. L'Institut met également à disposition des outils permettant de visualiser par photo aérienne l'évolution de l'occupation des sols de la commune entre 1949 et 2018.

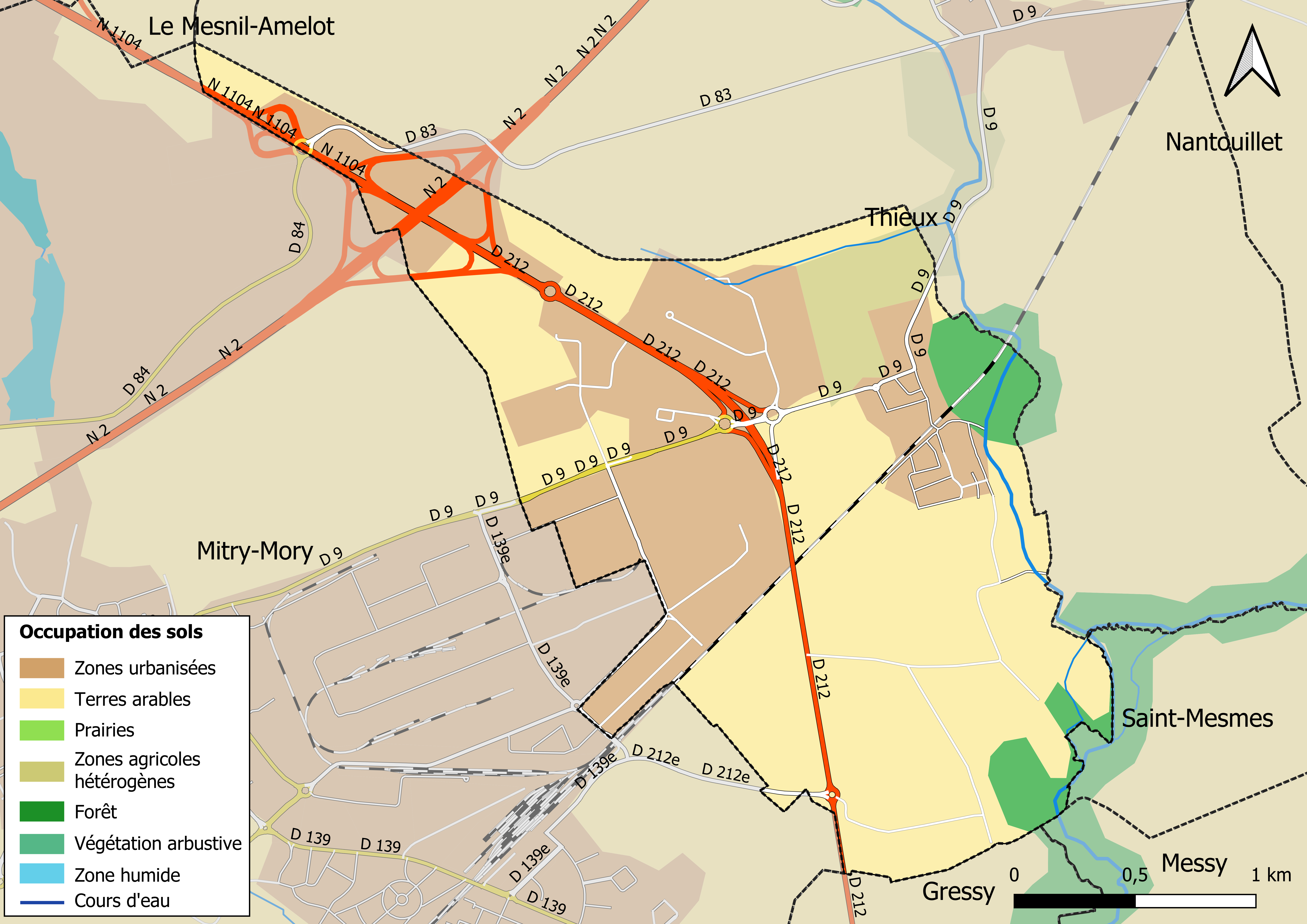
Carte des infrastructures et de l'occupation des sols en 2018 (CLC) de la commune.
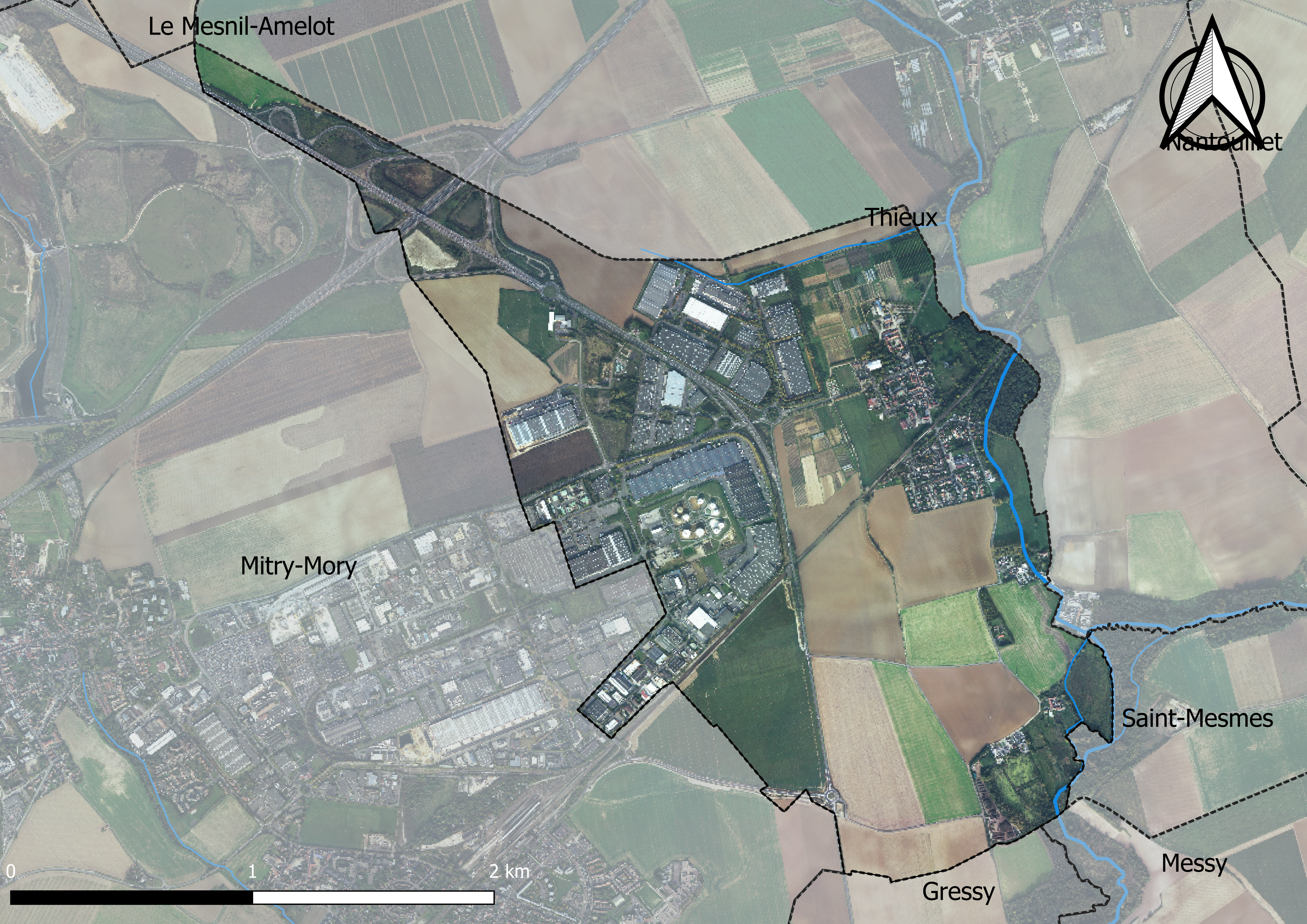
Carte orhophotogrammétrique de la commune.

### Planification
La loi SRU du 13 décembre 2000 a incité les communes à se regrouper au sein d’un établissement public, pour déterminer les partis d’aménagement de l’espace au sein d’un SCoT, un document d’orientation stratégique des politiques publiques à une grande échelle et à un horizon de 20 ans et s'imposant aux documents d'urbanisme locaux, les PLU (Plan local d'urbanisme). La commune est dans le territoire du SCOT Roissy Pays de France, approuvé le 19 décembre 2019 et porté par la communauté d’agglomération Roissy Pays de France.
La commune disposait en 2019 d'un plan local d'urbanisme approuvé. Le zonage réglementaire et le règlement associé peuvent être consultés sur le Géoportail de l'urbanisme.

### Logement
En 2014, le nombre total de logements dans la commune était de 242 (dont 83,5 % de maisons et 16,1 % d’appartements).
Parmi ces logements, 97,5 %  étaient des résidences principales, 0,4 %  des résidences secondaires et 2,1 %  des logements vacants.
La part des ménages propriétaires de leur résidence principale s’élevait à 71,6 % contre 23,7 % de locataires.
La part de logements HLM loués vides (logements sociaux) était de 4,2 %.

### Voies de communication et transports

#### Voies de communication
Compans est proche de la RN 2 à environ 2,5 km au nord-ouest.
On accède également à la commune par la D 212 de :
- Le Mesnil-Amelot  au nord-ouest  à 6,2 km ;
- Claye-Souilly  au sud  à 8,4 km.

#### Transports
La commune est desservie par la gare de Compans, située sur la ligne de La Plaine à Hirson et Anor (frontière) et desservie par les trains de la ligne K du Transilien (Paris-Nord - Crépy-en-Valois).

## Toponymie
- Formes anciennes : Vicus qui vocatur Compensis, vers 1140, Compens en 1255, Villa Compensis en 1259, Compens en 1260, Compensum en 1264, Compenssum en 1267, Compenz en 1270, Compans en 1274, Villa Compensum en 1287, Compansum en 1347, Conpans en 1474, Compans en France en 1491, Compans pres Dampmartin en 1521, Compand en 1757, Compans la Ville en France en 1783[27]
- L’origine du nom Compans est incertaine avec le sens de "raccourci" (latin "compendium") et aussi, moins évidente, une variante de "compain" (compagnon)[réf. nécessaire].

## Histoire
Implantée dans la vallée de la Biberonne, affluent de la Beuvronne, Compans connaît, dès le néolithique, des établissements humains, dont les traces sont mises au jour, ainsi que celles de sites protohistoriques et de petites villas gallo-romaines.
Au XIIe siècle, l’église Notre-Dame et l’hôtel-Dieu de Paris possèdent de nombreuses terres dans le village. Le reste du terroir est partagé entre de petits seigneurs locaux. Au cours des XIVe et XVe siècles, ils sont progressivement évincés par des familles de l’administration parisienne qui, peu à peu, regroupent toutes les terres en une seule seigneurie, possédée au XVIIe siècle par Louis Boucherat, chancelier sous le règne de Louis XIV. La terre de Compans est alors érigée en comté (novembre 1670), bien que le manoir n’existe plus. Par la suite, le domaine est acquis par Jean-Baptiste Paulin d’Aguesseau, seigneur de Fresnes et fils du chancelier d’Aguesseau, qui obtient confirmation du comté (juin 1746).
Village agricole, Compans disposait de deux moulins, actionnés par la Biberonne, les moulins de Condé et d’Ouacre, ce dernier datant du XIIe siècle. Ils ne sont plus actifs depuis le XIXe siècle, cependant le moulin d’Ouacre est utilisé pendant la Seconde Guerre mondiale, afin de fournir de la farine au village. Les plus anciens racontent que le bâtiment de la mairie serait un ancien corps de ferme du XVIe siècle ayant appartenu à Sully, ministre d'Henri IV, roi de Navarre.

## Politique et administration

### Tendances politiques et résultats

#### Élections nationales
- Élection présidentielle de 2017[31]: 31,12 % pour Emmanuel Macron (REM), 32,97 % pour Marine Le Pen (FN), 72,56 % de participation.

### Liste des maires
| Période                                  | Période   | Identité         | Étiquette | Qualité |
| ---------------------------------------- | --------- | ---------------- | --------- | ------- |
| Les données manquantes sont à compléter. |           |                  |           |         |
| mars 1977                                | mars 1995 | Gustave Malingre | PCF       |         |
| mars 1995                                | mars 2008 | Lionel Colling   | -         |         |
| mars 2008                                | En cours  | Joël Marion      | PCF       |         |

### Jumelages
- Carrè (Italie) (comune.carre.vi.it)

## Équipements et services

### Eau et assainissement
L’organisation de la distribution de l’eau potable, de la collecte et du traitement des eaux usées et pluviales relève des communes. La loi NOTRe de 2015 a accru le rôle des EPCI à fiscalité propre en leur transférant cette compétence. Ce transfert devait en principe être effectif au 1er janvier 2020, mais la loi Ferrand-Fesneau du 3 août 2018 a introduit la possibilité d’un report de ce transfert au 1er janvier 2026,.

#### Assainissement des eaux usées
En 2020, la gestion du service d'assainissement collectif de la commune de Compans est assurée par la Communauté d'agglomération Roissy Pays de France pour la collecte, le transport et la dépollution. Ce service est géré en délégation par une entreprise privée,,.
L’assainissement non collectif (ANC) désigne les installations individuelles de traitement des eaux domestiques qui ne sont pas desservies par un réseau public de collecte des eaux usées et qui doivent en conséquence traiter elles-mêmes leurs eaux usées avant de les rejeter dans le milieu naturel. La Communauté d'agglomération Roissy Pays de France assure pour le compte de la commune le service public d'assainissement non collectif (SPANC), qui a pour mission de vérifier la bonne exécution des travaux de réalisation et de réhabilitation, ainsi que le bon fonctionnement et l’entretien des installations,.

#### Eau potable
En 2020, l'alimentation en eau potable est assurée par le SMAEP de la Goële qui en a délégué la gestion à l'entreprise Veolia, dont le contrat expire le 31 décembre 2021,,.

## Population et société

### Démographie
L'évolution du nombre d'habitants est connue à travers les recensements de la population effectués dans la commune depuis 1793. Pour les communes de moins de 10 000 habitants, une enquête de recensement portant sur toute la population est réalisée tous les cinq ans, les populations de référence des années intermédiaires étant quant à elles estimées par interpolation ou extrapolation. Pour la commune, le premier recensement exhaustif entrant dans le cadre du nouveau dispositif a été réalisé en 2004.

En 2022, la commune comptait 821 habitants, en évolution de +3,66 % par rapport à 2016 (Seine-et-Marne : +3,92 %, France hors Mayotte : +2,11 %).
| 1793 | 1800 | 1806 | 1821 | 1831 | 1836 | 1841 | 1846 | 1851 |
| ---- | ---- | ---- | ---- | ---- | ---- | ---- | ---- | ---- |
| 301  | 251  | 250  | 217  | 229  | 241  | 218  | 212  | 195  |

| 1856 | 1861 | 1866 | 1872 | 1876 | 1881 | 1886 | 1891 | 1896 |
| ---- | ---- | ---- | ---- | ---- | ---- | ---- | ---- | ---- |
| 160  | 277  | 206  | 209  | 204  | 188  | 196  | 211  | 197  |

| 1901 | 1906 | 1911 | 1921 | 1926 | 1931 | 1936 | 1946 | 1954 |
| ---- | ---- | ---- | ---- | ---- | ---- | ---- | ---- | ---- |
| 206  | 205  | 201  | 227  | 241  | 241  | 203  | 248  | 278  |

| 1962 | 1968 | 1975 | 1982 | 1990 | 1999 | 2004 | 2006 | 2009 |
| ---- | ---- | ---- | ---- | ---- | ---- | ---- | ---- | ---- |
| 311  | 340  | 325  | 345  | 507  | 724  | 765  | 781  | 694  |

| 2014 | 2019 | 2022 | - | - | - | - | - | - |
| ---- | ---- | ---- | - | - | - | - | - | - |
| 790  | 815  | 821  | - | - | - | - | - | - |

### Enseignement
Compans dispose d’une école primaire publique (Jean de la Fontaine), comprenant une section maternelle et une école élémentaire, située Sente St Lambert.
Cet établissement public, inscrit sous le code 0770180C, comprend 121 élèves (chiffre de l’Éducation nationale), et dispose d’un restaurant scolaire et d’une garderie périscolaire.
La commune dépend de l'Académie de Créteil ; pour le calendrier des vacances scolaires, Compans est en zone C.

### Manifestations culturelles et festivités
L'Association sportive culturelle artistique (AASCC) propose plusieurs activités notamment du piano et de la guitare, de la peinture, du sport de combat. De plus, l'AASCC organise chaque mois des soirées à thèmes et s'occupe de la brocante en septembre, de la fête du village en mai, et du 14-Juillet.
L'ASCA, association sportive et culturelle de Compans propose aussi de la danse, de la danse orientale, du step, du yoga, du théâtre, de l'art floral, de la gymnastique, de la marche et des stages de country.

### Sports
La commune compte plusieurs associations sportives :
- Compans Football Club (football) ;
- La compannaise (tennis de table) ;
- Tennis Club Compans (tennis) ;
- Compans Fight Club (boxe et lutte).

## Économie
- Z.I. Mitry-Compans, ZAC de la Feuchère, ZAC du Parc, 75 hectares.
- Exploitations agricoles. Vente ou cueillette à la ferme par des particuliers possible.

### Revenus de la population et fiscalité
Le nombre de ménages fiscaux en 2014 était de 238 représentant 723 personnes et la  médiane du revenu disponible par unité de consommation  de 24 331 €.

### Emploi
En 2014, le nombre total d'emplois dans la zone était de 1 244, occupant 398 actifs résidants (salariés et non-salariés).
Le taux d'activité de la population âgée de 15 à 64 ans s'élevait à 75,4 % contre un taux de chômage (au sens du recensement) de 7,9 %. Les inactifs se répartissent de la façon suivante : étudiants et stagiaires non rémunérés 9,6 %, retraités ou préretraités 5,6 %, autres inactifs 9,4 %.

### Entreprises et commerces
En 2015, le nombre d’établissements actifs était de cent cinquante deux dont cinq dans l’agriculture-sylviculture-pêche, dix dans l’industrie, treize dans la construction, cent dix-neuf  dans le commerce-transports-services divers et cinq  étaient relatifs au secteur administratif.
Ces établissements ont pourvu mille huit cent quatre vingt cinq postes salariés.

### Secteurs d'activité

#### Agriculture
Compans est dans la petite région agricole dénommée la « Goële et Multien », regroupant deux petites régions naturelles, respectivement la Goële et le pays de Meaux (Multien). En 2010, l'orientation technico-économique de l'agriculture sur la commune est la polyculture et le polyélevage.
Si la productivité agricole de la Seine-et-Marne se situe dans le peloton de tête des départements français, le département enregistre un double phénomène de disparition des terres cultivables (près de 2 000 ha par an dans les années 1980, moins dans les années 2000) et de réduction d'environ 30 % du nombre d'agriculteurs dans les années 2010. Cette tendance se retrouve au niveau de la commune où le nombre d’exploitations est passé de 5 en 1988 à 3 en 2010. Parallèlement, la taille de ces exploitations augmente, passant de 88 ha en 1988 à 133 ha en 2010.
Le tableau ci-dessous présente les principales caractéristiques des exploitations agricoles de Compans, observées sur une période de 22 ans : 
|                                      | 1988 | 2000 | 2010 |
| ------------------------------------ | ---- | ---- | ---- |
| Dimension économique,                |      |      |      |
| Nombre d’exploitations (u)           | 5    | 3    | 3    |
| Travail (UTA)                        | 11   | 13   | 11   |
| Surface agricole utilisée (ha)       | 439  | 397  | 398  |
| Cultures                             |      |      |      |
| Terres labourables (ha)              | 395  | 368  | 360  |
| Céréales (ha)                        | 214  | s    | s    |
| dont blé tendre (ha)                 | 173  | s    | s    |
| dont maïs-grain et maïs-semence (ha) | 27   | s    | s    |
| Tournesol (ha)                       | 0    |      |      |
| Colza et navette (ha)                | s    | s    | s    |
| Élevage                              |      |      |      |
| Cheptel (UGBTA)                      | 57   | 37   | 21   |

## Culture locale et patrimoine

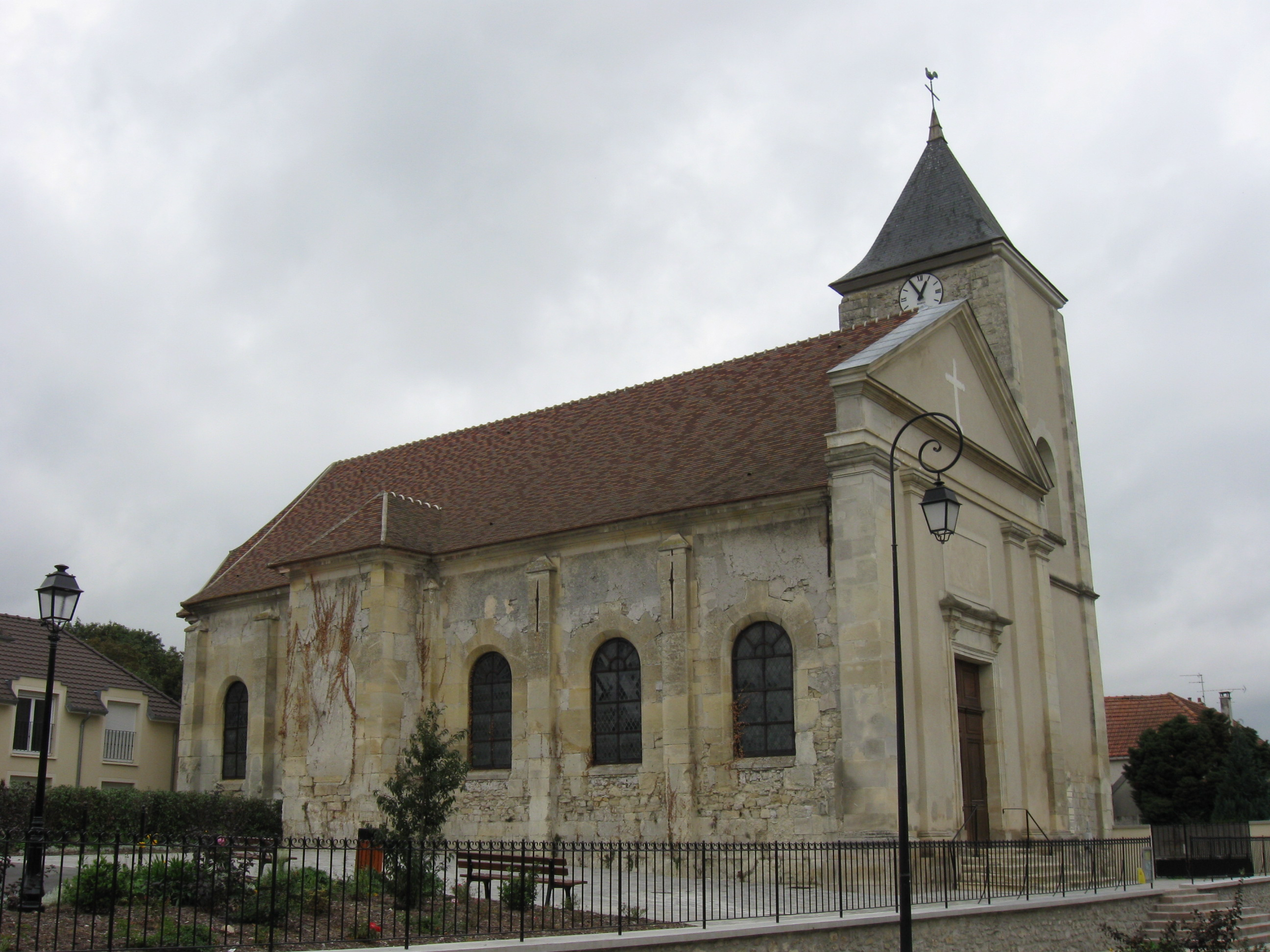
L'église Notre-Dame-de-l’Assomption.

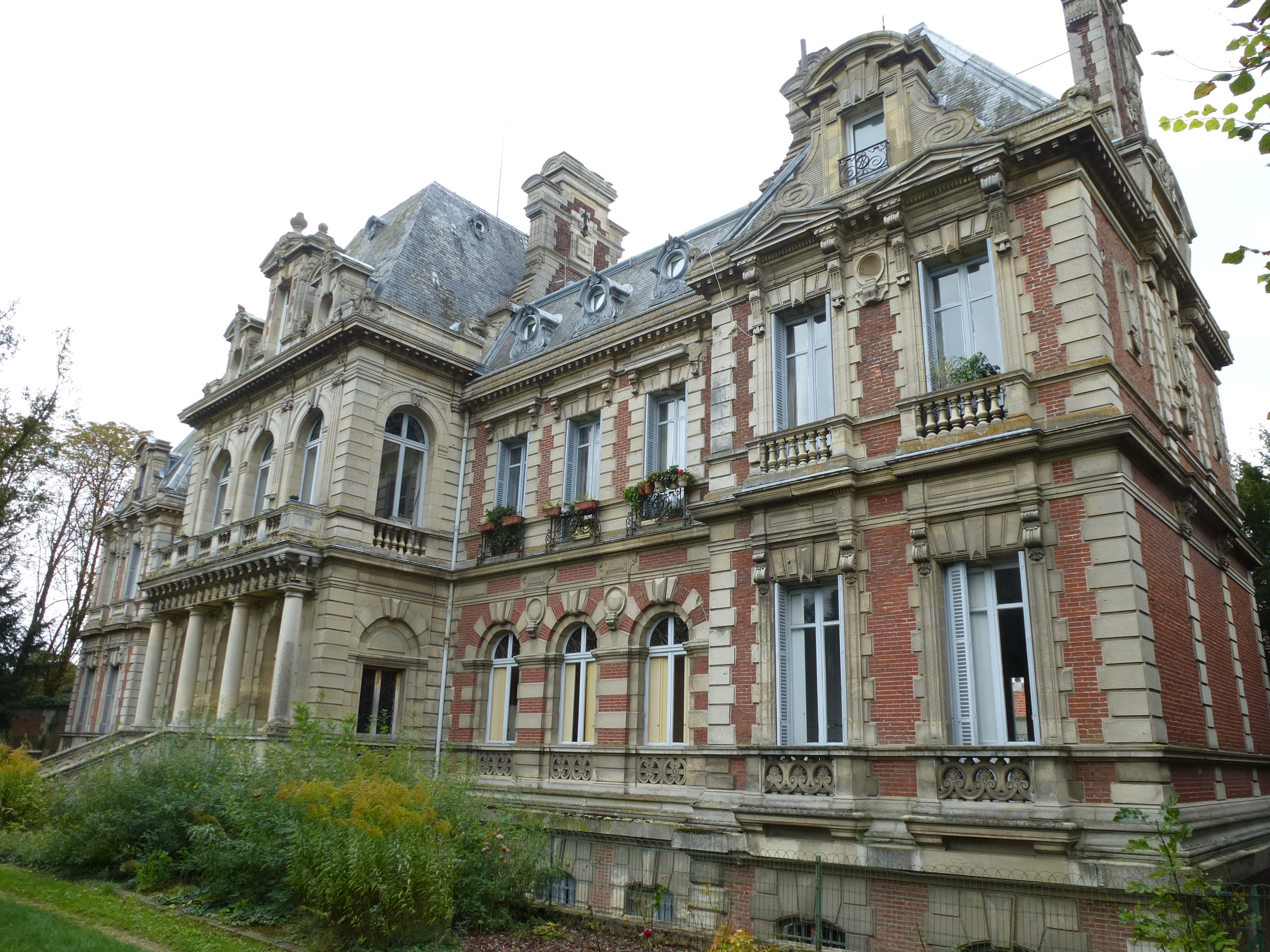
Le château.

### Lieux et monuments
- Église Notre-Dame-de-l’Assomption : l’église, restaurée en 1694 et en 1730, est reconstruite en totalité en 1867, date qui figure sur la façade ouest. En 1694, l’hôtel-Dieu et le chapitre de Notre-Dame-de-Paris, qui perçoivent les dîmes locales, participent à la remise en état du clocher, dont la cloche est baptisée l’année suivante, en présence de Louis Boucherat chevalier, comte de Compans, chancelier et garde des sceaux de France[29].

L’église se compose d’une nef unique, meublée de deux rangées de bancs clos. L’accès à chaque banc est permis par une petite porte qui ouvre sur l’allée centrale. Le fond du chœur est occupé par un retable, don du chevalier Boucherat, en 1699. Ce dernier offre, à cette même occasion, l’autel et un tableau illustrant le vœu de Louis XIII. Confié à un peintre en 1825, pour qu’il en fasse une copie, le tableau a disparu.
- Château édifié par la famille des Vallé des Noyers — qui était aussi propriétaire du moulin d'Ouacre — construit en pierre et brique rouge en 1866, de style néo-Louis XIII, actuellement fractionné en appartements.

### Héraldique
| Armes de Compans | Les armes de Compans se blasonnent ainsi : Fascé de gueules et d’argent, au chef d’or chargé de quatre merlettes d’azur. |